# Шершнёва, Валентина Алексеевна
Шершнёва (Бобрешова) Валентина Алексеевна (род. 1 октября 1948, село Большой Царын, Сарпинский район, Калмыцкая АССР) ― народная артистка Российской Федерации (2000), заслуженная артистка РСФСР (1989), награждена медалью «200 лет Министерству обороны». Её имя внесено в омскую Книгу Почёта.

## Биография
Валентина Алексеевна родилась 1 октября 1948 года в селе Большой Царын Сарпинского района Калмыцкой АССР. В 1966 ― 1970 годах ― училась в музыкальном училище в Элисте. Поступила учиться в Саратовскую государственную консерваторию им. Л. В. Собинова, которую окончила по специальности «оперная, камерная певица, преподаватель» в 1975 году. После окончания Саратовской консерватории в 1975 ― 1981 годах являлась солисткой-вокалисткой Петрозаводского музыкального театра. В 1981 году Валентина Алексеевна уехала в Омск и работает солисткой Омского государственного музыкального театра.
Валентина Алексеевна Шершнёва дважды выезжала с концертными бригадами в Чеченскую Республику во время военных действий, выступала в концертах для военнослужащих Забайкальского пограничного округа и Сибирского военного гарнизона, была награждена медалью «200 лет Министерству обороны». Валентина Алексеевна награждена медалью «За службу на Кавказе», знаком «Отличник культурного шефства над вооружёнными силами СССР».
На профессиональной сцене Валентиной Алексеевной сыграно более 80 ролей в разных жанрах музыкально-сценического искусства: в операх, опереттах, мюзиклах и других.
В 2011 ― 2016 годах Шершнёва Валентина Алексеевна была председателем Омского отделения Союза театральных деятелей Российской Федерации.
Работает педагогом вокально-эстрадного отделения областного колледжа культуры и искусства в Омске. В. А. Шершнёва ― профессор факультета теории и методики музыкально-эстетического воспитания Омского педагогического университета, профессор факультета культуры и искусств Омского государственного университета им. Ф. М. Достоевского, профессор кафедры дирижирования и сольного пения ОмГУ. Многие её ученики являются лауреатами Всероссийских и Международных конкурсов. Народная артистка России, Шершнёва Валентина Алексеевна ― постоянный член жюри в номинации «Академическое пение» Всероссийских молодежных Дельфийских игр (Москва), много раз была приглашена как член жюри по академическому пению на Международный студенческий конкурс «Bella voice» (Москва).
В 2006 году была опубликована о жизненном и творческом пути В. А. Шершнёвой книга «Валентина Шершнева» из серии «Мастера сцены», автор книги Светлана Васильевна Яневская ― театровед и театральный критик, заслуженный работник культуры Российской Федерации. Имя Валентины Алексеевны Шершнёвой внесено в омскую Книгу Почёта.

## Заслуги
- Медаль «200 лет Министерству обороны».
- Медаль «За службу на Кавказе».
- Знак «Отличник культурного шефства над вооружёнными силами СССР».
- Народный артист Российской Федерации (2000).
- Заслуженный артист РСФСР (1989).
- Лауреат омского областного фестиваля-конкурса «Лучшая театральная работа 1999 года» в номинации «За творческие достижения в искусстве музыкального театра».
- Лауреат премии Союза театральных деятелей РФ имени народного артиста СССР М. И. Царёва.
- Лауреат премии Губернатора Омской области имени народной артистки России Л. Г. Полищук.
- Почётные грамоты Губернатора Омской области, Союза театральных деятелей РФ, Фонда культуры РФ, Министерства культуры Омской области.